# Josefa Ortiz de Domínguez, Villaflores
Josefa Ortiz de Domínguez är en ort i Mexiko.   Den ligger i kommunen Villaflores och delstaten Chiapas, i den sydöstra delen av landet, 700 km sydost om huvudstaden Mexico City. Josefa Ortiz de Domínguez ligger 917 meter över havet och antalet invånare är 271.
Terrängen runt Josefa Ortiz de Domínguez är kuperad. Runt Josefa Ortiz de Domínguez är det ganska glesbefolkat, med 28 invånare per kvadratkilometer. I omgivningarna runt Josefa Ortiz de Domínguez växer huvudsakligen savannskog.